# The Painted World (film 1919)
The Painted World è un film muto del 1919 diretto da Ralph Ince.

## Produzione
Il film fu prodotto dalla Vitagraph Company of America e venne girato nel Vitagraph Theater a Manhattan di New York.

## Distribuzione
Distribuito dalla Vitagraph Company of America (A Vitagraph Special), il film uscì nelle sale cinematografiche USA il 16 giugno 1919.